# Балтазар Акке
Балтазар Акке (на немски: Balthasar Hacquet, рождено име: Belsazar de la Motte Hacquet) е австрийски лекар, геолог и географ от френски произход.
Акке е известен с научните си пътувания в пределите на Австрийската империя, като извършва изследвания в областта на геологията, минералогията, ботаниката, химията, етнографията, петрологията и карстовите процеси.

## Биография
Роден е около 1739 година във френския град Ле Конке на п-ов Бретан. Учи във Виена и е хирург по време на Седемгодишната война (1756 – 1763). От 1766 до 1773 г. е хирург и акушер на миньорите в Идрия (днес Горишка, Словения). През 1773 става преподавател по анатомия, физиология и акушерство в Люблянски лицей.
От 1787 до 1805 е професор в университета в Лемберг (днес Лвовски университет). След това работи в Краков, където пребивава до 1809 г., като през 1807 става декан на Медицинския факултет на Ягелонски университет. От 1810 г. до пенсионирането си живее във Виена.
Умира на 10 януари 1815 година във Виена.

## Изследователска дейност (1777 – 1796)

### Изследвания в Алпите (1777 – 1786)
През 1777 г. на 46º с.ш. Акке изследва планините разположени между Словенските (Юлийски) Алпи (2863 м) и Динарските планини (1913 м). На север от Юлийските Алпи открива хребета Караванке (2236 м). От изворите на река Сава се придвижва на изток покрай южните склонове на Караванке (между 13º 40` и 15º и.д.). Изследва хребета Погоре (1543 м), крайната източна част на Алпите и други възвишения по бреговете на река Драва до изхода ѝ в равнината на 16° 20` и.д. Изкачва се по долината на река Купа (десен приток на Сава) и извършва кръгов маршрут по п-ов Истрия, като се изкачва на най-високия връх на масива Учка – Вояк (1396 м).
През лятото на 1779 г. пръв се изкачва на връх Триглав (2863 м, най-високия връх на Словения), след което изследва река Мела (ляв приток на Драва) и хребета Висок Тауерн (3797 м), където открива и описва множество ледници.
През 1781 г. отново проследява хребета Караванке (100 км) и изследва около 30 км от северните и южните склонове на Карнийските Алпи (2780 м) и долината на река Гайл (десен приток на Драва), течаща на север от тях.
През 1781 и 1783 г. в Динарските планини изследва хребетите Плешевица (60 км, 1657 м), Мала Капела (80 км), Велебит (135 км, 1758 м) и лежащото между тях плато Лика (861 м). Той описва карстовия характер на Велебит и изяснява, че на север от Мала Капела местността силно се понижава и река Купа тече по низина. От там Акке се прехвърля в областта Фриули, като се изкачва по реките Таляменто и Пияве (220 км) до изворите им, преминава в горното течение на Драва и проследява южния склон на Карнийските Алпи на 100 км (от 120). От горното течение на Пияве се придвижва на запад и пресича по 46° 30` с.ш. Доломитовите Алпи (3342 м), като открива голям ледник спускащ се от подножието на връх Мармолада (3342 м). Продължавайки на запад, той достига по долините на десните притоци на река Адидже (410 км) южното подножие на масива Ортлес (3899 м), от който във всички посоки се спускат ледници. На запад изследва горното течение на река Ольо (ляв приток на По), масива Адамело (3554 м), горното течение на река Ада (313 км), долината Валтелина и Бергамските Алпи (3052 м). След това се изкачва по долината Валтелина, завива на запад, заобикаля от север масива Бернина (4049 м) и достига до изворите на река Ин (517 км) в Ретийските Алпи. Продължава на запад по 46º 30` с.ш. и достига до река Заден Рейн и по нея се спуска до устието на река Преден Рейн, където двете реки, сливайки се образуват река Рейн. По-късно Акке се връща към горното течение на Ин, изследва река Енгадин, след което се спуска по Ин до устието на река Цилер и се изкачва по долината на последната в Цилерталските Алпи (3510 м). На север от тях проследява Кицбюелските Алпи (2559 м), разположени покрай левия бряг на река Залцах (220 км, десен приток на Ин). Още по-на север, покрай десния бряг на Ин, изследва хребета Кайзер (2344 м), а на изток от него – планината Щейнернес-Мер. В горното течение на река Енс (320 км, десен приток на Дунав) изучава западния участък на планината Дахщейн (2996 м), а на юг от нея – хребета Нисък Тауерн (2863 м), в който открива изворите на река Мур (438 км, ляв приток на Драва).
През 1784 – 1786 г. изследва Източните Алпи. От Клагенфурт на река Драва преминава на север през Норийските Алпи (2434 м) и установява, че тази верига е една от трите „главни“ орографски единици в Източните Алпи, а другите две са Висок Тауерн и Нисък Тауерн, които също изследва. Доказва, че река Драва от извора си до изхода си в равнината е граница между Карнийските и Юлийските Алпи.
Своите пътешествия по Алпите Акке описва в две книги, като прилага към тях географски карти, значително уточняващи представите за орографията на изследваната от него територия.

### Изследвания в Карпатите (1788 – 1796)
От 1788 до 1796 г. Акке извършва четири пътешествия в Карпатите.
През 1788 се придвижва на изток от масива Келиман (2102 м) – в южната част на Източните Карпати (47º с.ш.), преминава през Молдавските Карпати и пресича долините на реките Бистрица и Молдова (десни притоци на Серет). Завива на север и преминава покрай Молдовските (Бесарабски) възвишения (408 м) до средното течение на река Днестър. От там завива на запад и в областта Буковина изследва горния басейн на река Прут, в т.ч. река Черемош (167 км, десен приток), извираща от Лесистите Карпати на 48º с.ш.
По време на второто си пътешествие изследва предпланинската част на Буковина, след това продължава на юг през долините на реките Прут, Серет и Молдова към река Бистрица, като изследва платото Бърлад (564 м), разположено покрай левия бряг на река Серет (726 км) и достига до град Яш, на десния бряг на Прут. От Яш завива на запад, пресича Източните Карпати между 46º и 47º с.ш. и изследва планината Гургиу (1777 м) в горното течение на река Марош (Муреш, 883 км).
По време на третото си пътешествие изследва изворните области на реките Прут и Тиса (966 км) – на източния и западния склон на масива Говерла (2061 м), хребета Горгани и горните течения на Днестър (1352 км) и Сан (444 км), като по този начин проследява около 150 км от източните склонове на Източните Карпати. От река Сан пресича Карпатите по 49º с.ш. и достига до Словашките Рудни планини (1477 м). По пътя изследва Бешчадите (1348 м) и Ниските Бескиди (863 м) и през прохода Дукля (502 м) в Ниските Бескиди се завръща в Лвов.
През 1796 г. извършва четвъртото пътешествие. Изследва Сандомирската котловина, горните притоци на Висла и изворите ѝ във Високите Бескиди (1725 м). Проследява и изследва южните склонове на Високите Бескиди и северните склонове на Високите Татри (2663 м). В края на юли се изкачва на връх Герлаховски щит (2655 м), а след това изследва южните склонове на Малките Карпати (768 м).